# Renardmont
Renardmont est un hameau des Ardennes belges faisant partie de la commune et ville de Stavelot, dans la province de Liège en Région wallonne.
Avant la fusion des communes de 1977, Renardmont faisait partie déjà de la commune de Stavelot. 

## Situation et description
Ce hameau ardennais se trouve sur les hauteurs ouest de la ville de Stavelot en direction de Ster. Il avoisine Parfondruy situé en contrebas du hameau. 
Renardmont disperse ses habitations à flanc de colline dans un environnement de bois et de prairies procurant de beaux points de vue sur Stavelot et la vallée de l'Amblève. Parmi les habitations, on note la présence de plusieurs anciennes fermettes blanches à colombages.
Les maisons situées au-dessus du hameau (chemin de Hècheray) se trouvent à quelque 200 m d'altitude au-dessus du cours de l'Amblève.